# بندر (فريدون شهر)
بندر (بالفارسية: بندر) هي قرية تقع في قسم بشتكوة موغوئي الريفي في إيران. يقدر عدد سكانها بـ 170 نسمة بحسب إحصاء 2016.